# جون هيوستن (لاعب غولف)
جون هيوستن (بالإنجليزية: John Huston)‏ هو لاعب غولف أمريكي، ولد في 1 يونيو 1961 في ماونت فيرنون في الولايات المتحدة.

## وصلات خارجية
- جون هيوستن على موقع رابطة لاعبي الغولف المحترفين (الإنجليزية)
- جون هيوستن على موقع رابطة اليابان للاعبي الغولف المحترفين (الإنجليزية)
- جون هيوستن على موقع التصنيف العالمي الرسمي للغولف (الإنجليزية)